# Westenholz (Walsrode)
Westenholz ist ein Ortsteil der Stadt Walsrode im niedersächsischen Landkreis Heidekreis. In dem Heidedorf leben etwa 250 Einwohner auf einer Fläche von 19,7 km².

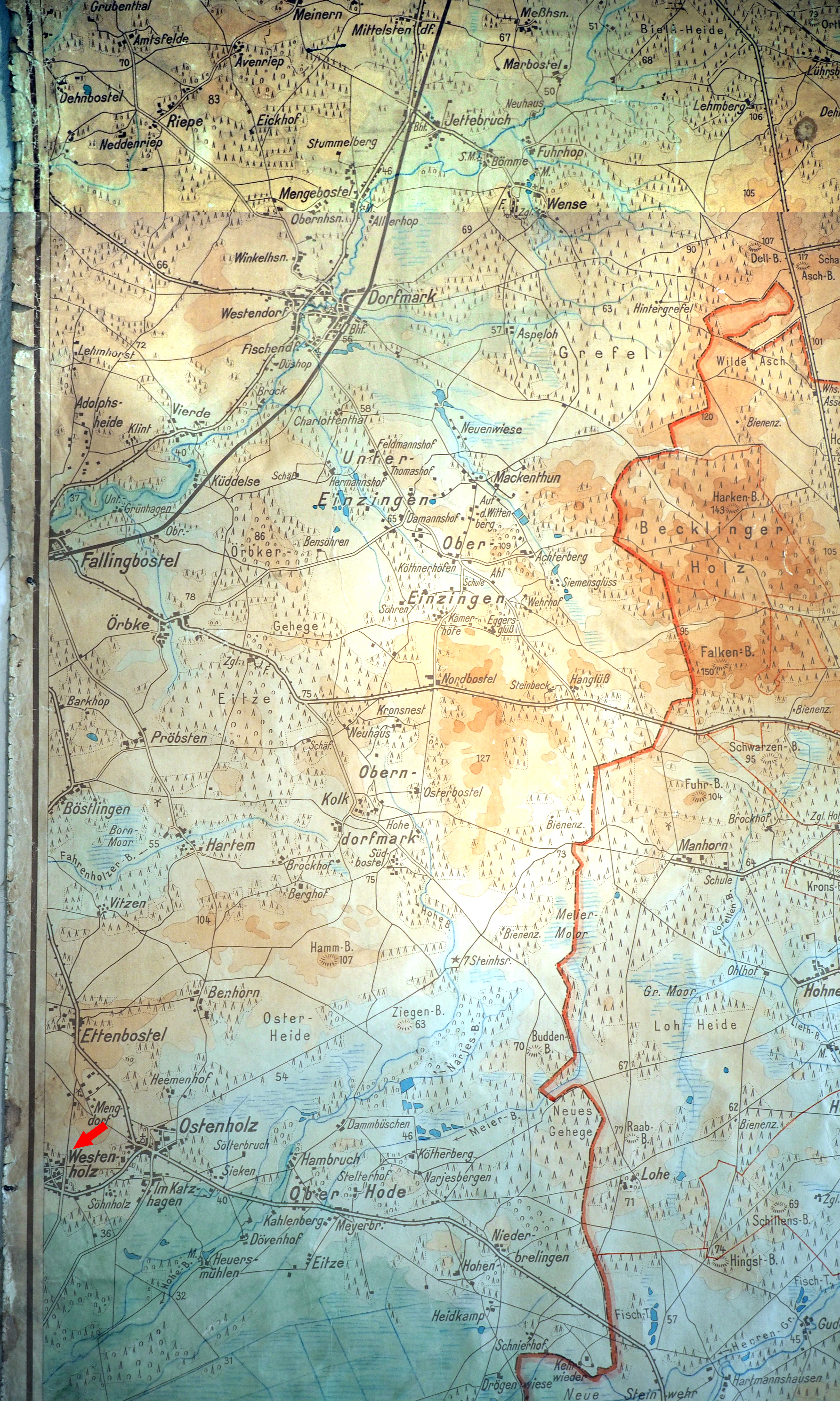
Historische Karte der Ostheidmark

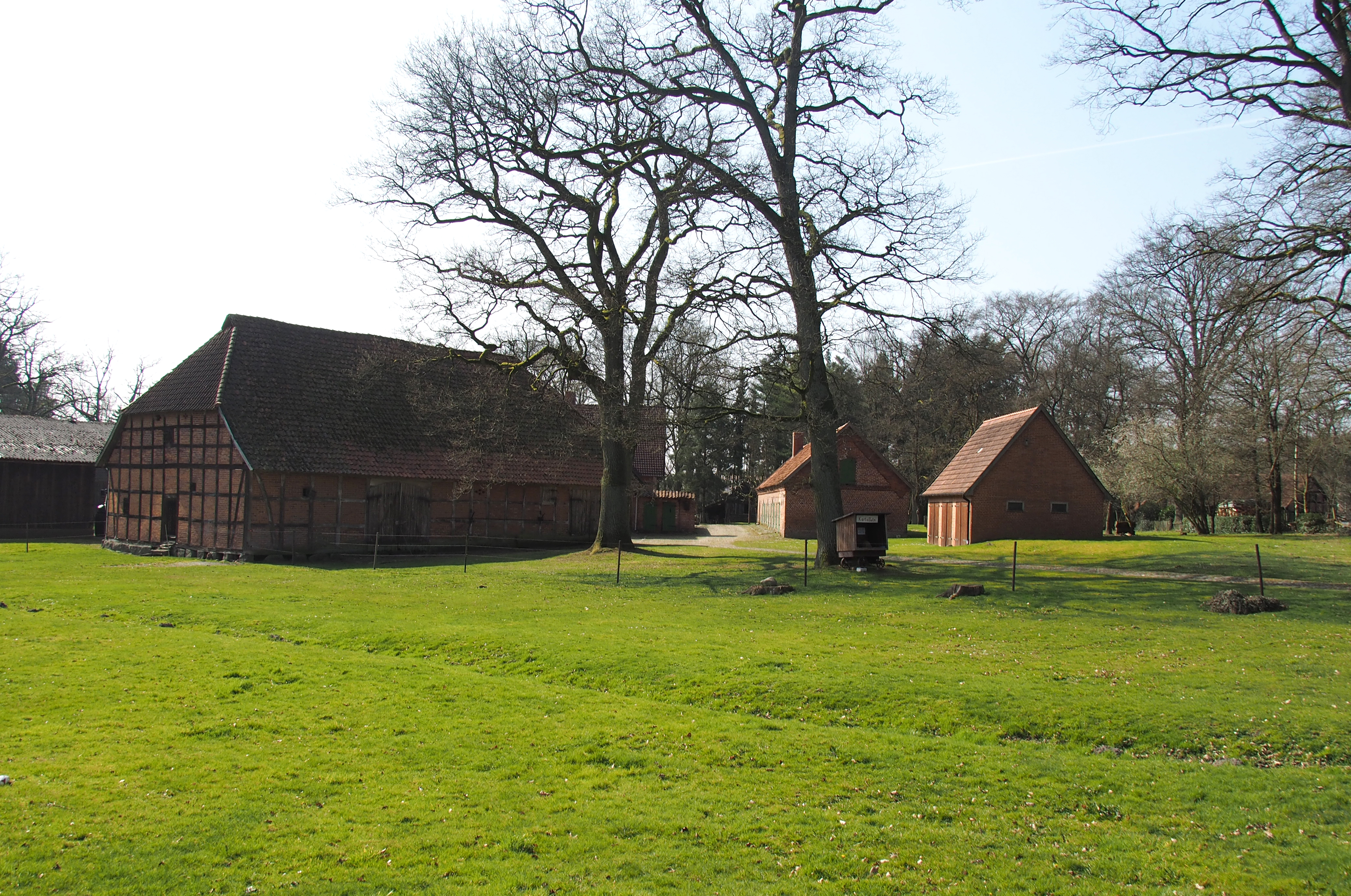
Denkmalgeschützter Bauernhof in Westenholz

## Geografie
Westenholz ist der am südlichsten gelegene Ortsteil; er liegt im südöstlichen Bereich der Stadt Walsrode, 21 km südöstlich vom Kernort Walsrode. 
Nachbargemeinden sind – von Norden aus im Uhrzeigersinn – Fahrenholz, Ostenholz und Krelingen.

## Geschichte
Im Jahr 1237 erfolgt die erste urkundliche Erwähnung von Westenholz. In der Urkunde Nr. 32 des Hodenberger Urkundenbuches ist zu lesen, dass ein Hermann Hode (siehe:Hodenberg#Herkunft), Vogt zu Bücken, seine Güter zu Westenholz (Westerholt) dem Kloster Walsrode zur Sicherheit verschreibt. Im Jahre 1296 erfolgt in der Urkunde 105 des gleichen Urkundenbuchs ein weiterer Eintrag. Im Jahr 1360, Urkunde 152 des Hodenberger Urkundenbuches: Herzog Wilhelm II. von Braunschweig-Lüneburg belehnt Heinrich von Hodenberg unter anderem mit einem „hof to westenholte“. 1445: Herzog Friedrich von Braunschweig-Lüneburg belehnt Marquard von Hodenberg unter anderem mit „Twe houe to Westenholte“ (Urkunde 201 Hodenberger Urkundenbuch).
Seit der Gebietsreform, die am 1. März 1974 wirksam wurde, ist die vorher selbstständige Gemeinde Westenholz eine von 23 Ortschaften der Stadt Walsrode.

## Politik
Ortsvorsteher ist Klaus Gärtner.

## Kultur und Sehenswürdigkeiten

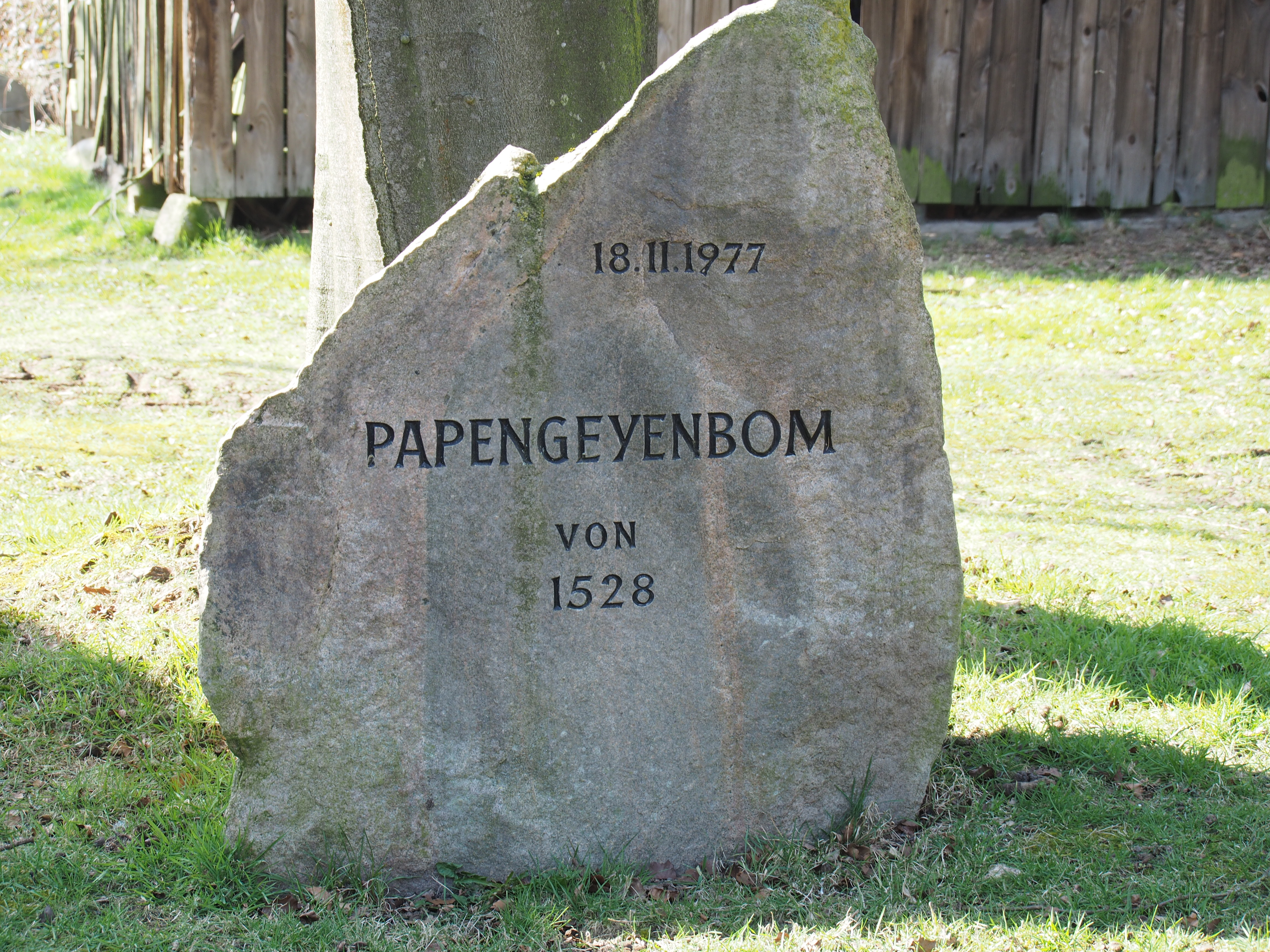
Gedenkstein am Papageienbaum

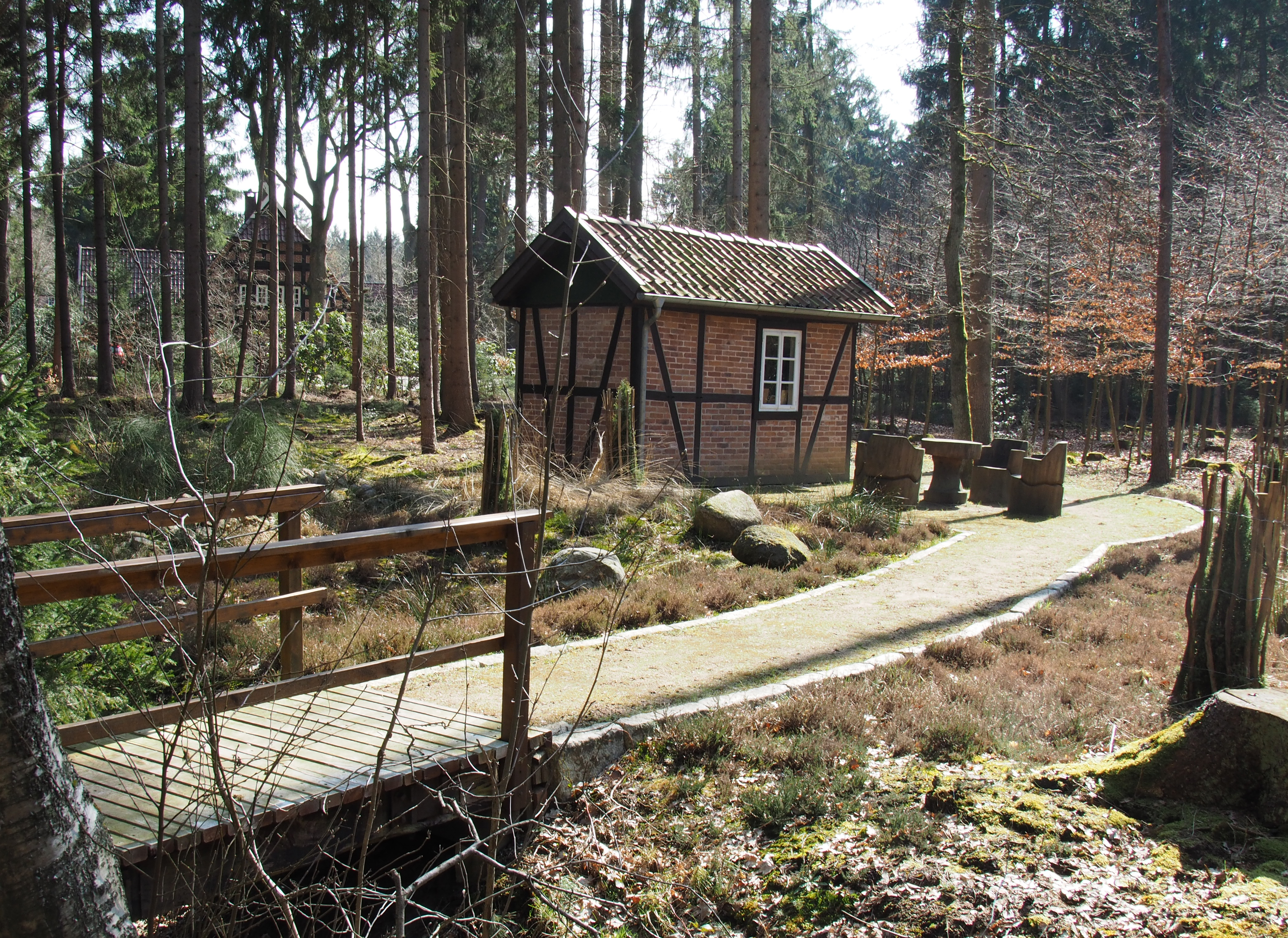
Löns-Hütte im Westenholzer Bruch

- Etwa drei Kilometer südwestlich von Westenholz, zwischen ausgedehnten Waldflächen, dem Westenholzer Bruch, befindet sich eine kleine Jagdhütte. In der Hütte hielt sich Hermann Löns zwischen 1898 und 1914 häufig auf.[2]

- Ebenso befinden sich im Ortskern und in dessen unmittelbarer Nähe mehrere als Naturdenkmal unter Naturschutz stehende Bäume (eine Eiche, zwei Rotbuchen sowie eine Ilexstechpalme).
- Ein Gedenkstein, der an das Papageienschießen an einem Papageienbaum (plattdeutsch Papengeyenbom) seit 1528 erinnert.
- Südlich der Westenholzer Bruchflächen befindet sich die erstmals 1448 oder 1475 urkundlich erwähnte Wassermühle, in der einmal jährlich ein Backtag veranstaltet wird.[3]

Siehe auch Liste der Baudenkmale in Walsrode (Außenbezirke)#Westenholz

## Wirtschaft und Infrastruktur
Westenholz liegt in der Nähe des großen Verkehrs – 2 km entfernt vom Autobahndreieck Walsrode. Die Bundesautobahnen A 27 (Walsrode–Bremen) und A 7 (Hannover–Hamburg) verlaufen 2 km entfernt westlich. Die Kreisstraße K 147 führt von Westenholz direkt zur „Anschlussstelle Westenholz“ (Nr. 49) der A 7.
In Westenholz gibt es keine Straßenbezeichnungen, sondern nur Hausnummern, nach denen sich Einwohner, Postboten, Lieferanten und Besucher orientieren müssen.